# Krzysztof Labe
Krzysztof Piotr Labe (ur. 1955) – polski adwokat działający w Krakowie, współzałożyciel i od 1996 roku wspólnik w kancelarii Labe i Wspólnicy, w latach 2005–2009 wiceprezydent Izby Przemysłowo-Handlowej w Krakowie, fotograf.

## Życiorys
Urodził się w 1955 roku.
Ukończył studia na Wydziale Prawa i Administracji Uniwersytetu Jagiellońskiego, uzyskując w 1979 roku dyplom magistra administracji, a w 1980 roku dyplom magistra prawa. Ukończył aplikacje sędziowską i adwokacką w Krakowie, uzyskując w 1984 roku wpis na listę adwokatów w Krakowie po egzaminie adwokackim zdanym z najlepszą lokatą.
W latach 1984–1989 był adwokatem w Zespole Adwokackim nr 1 w Krakowie.  W maju 1986 Okręgowa Rada Adwokacka w Krakowie powołała go w skład Zespołu Specjalistów do spraw Legislacji, jednak nie angażował się szeroko w prace tego zespołu. W latach 1989–1995 był adwokatem w indywidualnej Kancelarii Adwokackiej. W latach 1992–1994 był współzałożycielem i wspólnikiem w Zastępstwie i Doradztwie Prawno-Gospodarczym, Kancelarii Adwokackiej „PACTUM”. W 1995 roku był współzałożycielem i następnie wspólnikiem w Kancelarii Adwokackiej Kubas i Labe s.c. W latach 1995–1996 był adwokatem w Indywidualnej Kancelarii Adwokackiej. Od 1996 roku działa jako wspólnik w kancelarii Labe i Wspólnicy Kancelaria Radców Prawnych i Adwokatów Spółka Jawna w Krakowie, której był współzałożycielem.
Od 2000 roku pracuje jako stały arbiter Sądu Polubownego działającego przy Izbie Przemysłowo-Handlowej w Krakowie. Od 2005 do marca 2009 roku był wiceprezydentem Izby Przemysłowo-Handlowej w Krakowie.
Posiada doświadczenie w obsłudze prawnej przedsiębiorców i podmiotów nieprowadzących działalności gospodarczej, w tym osób fizycznych, w szczególności w zakresie prawa obrotu gospodarczego oraz procesów cywilnych i postępowań administracyjnych.
Uczestniczył jako pełnomocnik m.in. w sprawach o reprywatyzację. Reprezentował osoby będące spadkobierami nieruchomości takich jak pałac przed Naczelnym Sądem Administracyjnym; w sprawie o zwrot trzystuhektarowego majątku i dworku w Chorzelowie; oraz współwłaścicieli jednej z zabytkowych kamienic w Krakowie przed Sądem Najwyższym.
Zajmuje się fotografią. Jest członkiem Krakowskiego Klubu Fotograficznego, a także kolekcjonerem dawnego sprzętu fotograficznego. Zna język angielski.

## Wystawy fotograficzne
- Impresje izraelskie, Klezmer Hois–Galeria Hamartef w Krakowie, otwarcie 23 października 2003 w ramach Miesiąca Fotografii w Krakowie[10][11];
- Kadry dalekie i bliskie, Trzecie Oko Photo Gallery w Krakowie, 16 marca–14 kwietnia 2018[9];
- Kobieta, wystawa Krakowskiego Klubu Fotograficznego w Młodzieżowym Domu Kultury Fort 49 „Krzesławice” w Krakowie, 7 marca–27 kwietnia 2019 (wystawa zbiorowa)[12].

## Nagrody i odznaczenia
- Srebrny Krzyż Zasługi za zasługi dla rozwoju przedsiębiorczości i działalność społeczną (2004)[13];
- Złota Odznaka Krajowej Izby Gospodarczej za działalność na rzecz samorządu gospodarczego (2009)[2].